# Туишево
Туи́шево (баш. Туйыш) — деревня в Абзелиловском районе Башкортостана, входит в состав Баимовского сельсовета.

## Географическое положение
Расстояние до:
- районного центра (Аскарово): 66 км,
- центра сельсовета (Баимово): 1 км,
- ближайшей железнодорожной станции (Ташбулатово): 9 км.

## Население
| 1968 | 2002 | 2009 | 2010 |
| ---- | ---- | ---- | ---- |
| 367  | ↗442 | ↗511 | ↘475 |

### Национальный состав
Согласно переписи 2002 года, преобладающая национальность — башкиры (100 %).

## Религия
В деревне есть мечеть.

## Известные уроженцы
- Рахимова, Физалия Анваровна (род. 1970) — российская актриса. Народная артистка Республики Башкортостан.